# 萨尔达尼奥拉-德尔巴列斯
萨尔达尼奥拉-德尔巴列斯（西班牙語：Sardañola del Vallés，加泰隆尼亞語發音：[səɾðəˈɲɔlə ðəl βəˈʎɛs]；意为“巴列斯的萨尔达尼奥拉”）是西班牙加泰罗尼亚巴塞罗那省的一个市镇。总面积30.6平方公里，总人口57 642人（2013年），人口密度1884人/平方公里。